# Instrukcja wyrażeniowa
Instrukcja wyrażeniowa to instrukcja zdefiniowana w składni określonego języka programowania, której działanie polega na wykonaniu określonego wyrażenia.

## Podstawowe zasady
Instrukcja wyrażeniowa należy do kategorii instrukcji prostych. W kodzie źródłowym instrukcja taka składa się z wyrażenia, zapisanego zgodnie z zasadami danego języka oraz separatora bądź terminatora instrukcji.
Ogólnie w językach programowania:
może nie być zdefiniowanej instrukcji wyrażeniowejdotyczy to języków, w których zdefiniowana jest odrębnie instrukcja przypisania, wywołania i inne instrukcje proste, a samo wyrażenie nie może stanowić odrębnej instrukcji, np. Pascal,
może występować instrukcja wyrażeniowainstrukcja taka występuje zwykle jako jeden z elementów składni obok innych zdefiniowanych instrukcji, a takie instrukcje jak przypisania czy wywołania są tylko jednym z przypadków szczególnych instrukcji wyrażeniowej, np. język C,
mogą występować wyłącznie wyrażeniatzn. język taki nie definiuje odrębnie pojęć wyrażenia i instrukcji, a każda poprawna konstrukcja może występować w roli wyrażenia bądź samodzielnej instrukcji lub jako część innej, większej konstrukcji językowej, np. Icon, Algol 68.
Pewne konstrukcje językowe, typowe, występujące w większości języków programowania wysokiego poziomu, mogą być w nomenklaturze każdego z tych języków zaliczone do odrębnej konstrukcji – instrukcji. Przykładem jest proceduralne wywołanie podprogramu (tj. takie w którym rezultat, o ile w ogóle występuje, jest odrzucony – ignorowany). W języku C takie wywołanie jest po porostu wyrażeniem składającym się w tym specyficznym przypadku z wywołania funkcji, co implikuje zaliczanie takiej instrukcji do instrukcji wyrażeniowej. Natomiast w innych językach, np. Pascal, PL/I, Visual Basic i in., zdefiniowane jest odrębne pojęcie instrukcji wywołania.

## Instrukcje wyrażeniowe w językach programowania

### Język C
W języku C instrukcja wyrażeniowa jest jedną z podstawowych konstrukcji i obejmuje takie przypadki szczególne jak:
- przypisanie
- wywołanie podprogramu
- inne, poprawne wyrażenie.

Przykładowe instrukcje wyrażeniowe:
```
a
=
1
;
 
/* znak = jest operatorem, a przypisanie wyrażeniem */

a
++
;
 
/* rezultat wyrażenia jest ignorowany, ale występuje efekt uboczny */

printf
(
"a=%d"
,
a
);
 
/* wywołanie podprogramu również jest wyrażeniem */

```

### Algol 68, Icon
Mimo że te języki znacząco się od siebie różnią, w rozpatrywanym kontekście ich idea jest jednolita: każda poprawna i zdefiniowana w danym języku konstrukcja jest wyrażeniem, a każde wyrażenie może stanowić samodzielną konstrukcję – instrukcję wyrażeniową, lub może być oczywiście częścią innego większego wyrażenia.
Przykład w języku Icon:
```
 while(read(plik,a)) do write(a)
```